# Брусницын, Лев Фёдорович
Лев Фёдорович Брусницын (1875—1915) — русский учёный и промышленник.

## Биография
Родился в 1875 году, Сын Фёдора Павловича Брусницына.
После окончания Горного института (1901) работал на Урале смотрителем Саткинского завода (с 1902 года), а с 1904 года — маркшейдером Уральского горного управления.
Покинул Урал по рекомендации врачей (так как страдал туберкулезом). Перешел на работу в Алексеевский Донской политехнический институт (1908), где преподавал маркшейдерское искусство. Доцент (1911), исполняющий должность профессора.
Автор печатного курса «Маркшейдерское искусство» (Новочеркасск, 1912).
Умер в 1915 году.

### Семья
- Жена — Любовь Прохоровна Кучерова (род. 1874).
- Сыновья — Анатолий (род. 1901) и Владимир (род. 1902).